# Gran Premio di superbike di Kyalami 2010
Il Gran Premio di superbike di Kyalami 2010 è stata la sesta prova su tredici del campionato mondiale Superbike 2010, è stato disputato il 16 maggio sul circuito di Kyalami e in gara 1 ha visto la vittoria di Michel Fabrizio davanti a Carlos Checa e Leon Haslam, la gara 2 è stata vinta da Leon Haslam che ha preceduto Jonathan Rea e Max Biaggi.
La vittoria nella gara valevole per il campionato mondiale Supersport 2010 è stata ottenuta da Eugene Laverty.
Questa si rivelerà l'ultima volta che il campionato mondiale Superbike è stato ospitato su questo circuito.

## Risultati

### Gara 1

#### Arrivati al traguardo[4]
| Pos. | Nº  | Pilota           | Squadra                  | Motocicletta         | Giri | Tempo     | Griglia | Punti |
| ---- | --- | ---------------- | ------------------------ | -------------------- | ---- | --------- | ------- | ----- |
| 1º   | 84  | Michel Fabrizio  | Ducati Xerox             | Ducati 1098R         | 24   | 39:48.343 | 4º      | 25    |
| 2º   | 7   | Carlos Checa     | Althea Racing            | Ducati 1098R         | 24   | +0:01.098 | 3º      | 20    |
| 3º   | 91  | Leon Haslam      | Suzuki Alstare           | Suzuki GSX-R1000     | 24   | +0:05.049 | 5º      | 16    |
| 4º   | 3   | Max Biaggi       | Aprilia Alitalia Racing  | Aprilia RSV4 Factory | 24   | +0:06.974 | 7º      | 13    |
| 5º   | 65  | Jonathan Rea     | HANNspree Ten Kate Honda | Honda CBR1000RR      | 24   | +0:13.710 | 11º     | 11    |
| 6º   | 2   | Leon Camier      | Aprilia Alitalia Racing  | Aprilia RSV4 Factory | 24   | +0:13.848 | 8º      | 10    |
| 7º   | 52  | James Toseland   | Yamaha Sterilgarda       | Yamaha YZF R1        | 24   | +0:16.064 | 2º      | 9     |
| 8º   | 35  | Cal Crutchlow    | Yamaha Sterilgarda       | Yamaha YZF R1        | 24   | +0:16.231 | 1º      | 8     |
| 9º   | 96  | Jakub Smrž       | PATA B&G Racing          | Ducati 1098R         | 24   | +0:16.580 | 6º      | 7     |
| 10º  | 50  | Sylvain Guintoli | Suzuki Alstare           | Suzuki GSX-R1000     | 24   | +0:23.100 | 10º     | 6     |
| 11º  | 99  | Luca Scassa      | Supersonic Racing        | Ducati 1098R         | 24   | +0:24.561 | 9º      | 5     |
| 12º  | 11  | Troy Corser      | BMW Motorrad Motorsport  | BMW S1000 RR         | 24   | +0:25.504 | 13º     | 4     |
| 13º  | 32  | Sheridan Morais  | EmTek Racing             | Aprilia RSV4 Factory | 24   | +0:27.073 | 14º     | 3     |
| 14º  | 111 | Rubén Xaus       | BMW Motorrad Motorsport  | BMW S1000 RR         | 24   | +0:27.273 | 15º     | 2     |
| 15º  | 67  | Shane Byrne      | Althea Racing            | Ducati 1098R         | 24   | +0:30.692 | 18º     | 1     |
| 16º  | 66  | Tom Sykes        | Kawasaki Racing          | Kawasaki ZX 10R      | 24   | +0:34.008 | 12º     |       |
| 17º  | 41  | Noriyuki Haga    | Ducati Xerox             | Ducati 1098R         | 24   | +0:35.948 | 16º     |       |
| 18º  | 77  | Chris Vermeulen  | Kawasaki Racing          | Kawasaki ZX 10R      | 24   | +0:44.030 | 19º     |       |
| 19º  | 76  | Max Neukirchner  | HANNspree Ten Kate Honda | Honda CBR1000RR      | 24   | +0:48.382 | 17º     |       |

#### Ritirati
| Nº | Pilota           | Squadra        | Motocicletta    | Giri | Griglia |
| -- | ---------------- | -------------- | --------------- | ---- | ------- |
| 95 | Roger Lee Hayden | Team Pedercini | Kawasaki ZX 10R | 13   | 21º     |
| 23 | Broc Parkes      | ECHO CRS Honda | Honda CBR1000RR | 11   | 20º     |
| 15 | Matteo Baiocco   | Team Pedercini | Kawasaki ZX 10R | 6    | 22º     |

### Gara 2

#### Arrivati al traguardo[5]
| Pos. | Nº  | Pilota           | Squadra                  | Motocicletta         | Giri | Tempo     | Griglia | Punti |
| ---- | --- | ---------------- | ------------------------ | -------------------- | ---- | --------- | ------- | ----- |
| 1º   | 91  | Leon Haslam      | Suzuki Alstare           | Suzuki GSX-R1000     | 24   | 39:52.870 | 5º      | 25    |
| 2º   | 65  | Jonathan Rea     | HANNspree Ten Kate Honda | Honda CBR1000RR      | 24   | +0:00.522 | 11º     | 20    |
| 3º   | 3   | Max Biaggi       | Aprilia Alitalia Racing  | Aprilia RSV4 Factory | 24   | +0:00.601 | 7º      | 16    |
| 4º   | 35  | Cal Crutchlow    | Yamaha Sterilgarda       | Yamaha YZF R1        | 24   | +0:00.991 | 1º      | 13    |
| 5º   | 7   | Carlos Checa     | Althea Racing            | Ducati 1098R         | 24   | +0:01.479 | 3º      | 11    |
| 6º   | 52  | James Toseland   | Yamaha Sterilgarda       | Yamaha YZF R1        | 24   | +0:13.324 | 2º      | 10    |
| 7º   | 11  | Troy Corser      | BMW Motorrad Motorsport  | BMW S1000 RR         | 24   | +0:13.740 | 13º     | 9     |
| 8º   | 84  | Michel Fabrizio  | Ducati Xerox             | Ducati 1098R         | 24   | +0:14.250 | 4º      | 8     |
| 9º   | 96  | Jakub Smrž       | PATA B&G Racing          | Ducati 1098R         | 24   | +0:15.190 | 6º      | 7     |
| 10º  | 41  | Noriyuki Haga    | Ducati Xerox             | Ducati 1098R         | 24   | +0:16.790 | 16º     | 6     |
| 11º  | 111 | Rubén Xaus       | BMW Motorrad Motorsport  | BMW S1000 RR         | 24   | +0:21.101 | 15º     | 5     |
| 12º  | 99  | Luca Scassa      | Supersonic Racing        | Ducati 1098R         | 24   | +0:22.670 | 9º      | 4     |
| 13º  | 67  | Shane Byrne      | Althea Racing            | Ducati 1098R         | 24   | +0:24.506 | 18º     | 3     |
| 14º  | 66  | Tom Sykes        | Kawasaki Racing          | Kawasaki ZX 10R      | 24   | +0:31.301 | 12º     | 2     |
| 15º  | 50  | Sylvain Guintoli | Suzuki Alstare           | Suzuki GSX-R1000     | 24   | +0:31.836 | 10º     | 1     |
| 16º  | 77  | Chris Vermeulen  | Kawasaki Racing          | Kawasaki ZX 10R      | 24   | +0:33.710 | 19º     |       |
| 17º  | 76  | Max Neukirchner  | HANNspree Ten Kate Honda | Honda CBR1000RR      | 24   | +0:35.203 | 17º     |       |
| 18º  | 23  | Broc Parkes      | ECHO CRS Honda           | Honda CBR1000RR      | 24   | +0:55.929 | 20º     |       |
| 19º  | 95  | Roger Lee Hayden | Team Pedercini           | Kawasaki ZX 10R      | 24   | +0:56.074 | 21º     |       |
| 20º  | 15  | Matteo Baiocco   | Team Pedercini           | Kawasaki ZX 10R      | 24   | +1:08.481 | 22º     |       |

#### Ritirati
| Nº | Pilota          | Squadra                 | Motocicletta         | Giri | Griglia |
| -- | --------------- | ----------------------- | -------------------- | ---- | ------- |
| 2  | Leon Camier     | Aprilia Alitalia Racing | Aprilia RSV4 Factory | 17   | 8º      |
| 32 | Sheridan Morais | EmTek Racing            | Aprilia RSV4 Factory | 10   | 14º     |

### Supersport

#### Arrivati al traguardo[3]
| Pos. | Nº  | Pilota            | Squadra                  | Motocicletta        | Giri | Tempo     | Griglia | Punti |
| ---- | --- | ----------------- | ------------------------ | ------------------- | ---- | --------- | ------- | ----- |
| 1º   | 50  | Eugene Laverty    | Parkalgar Honda          | Honda CBR600RR      | 23   | 39:13.215 | 1º      | 25    |
| 2º   | 54  | Kenan Sofuoğlu    | HANNspree Ten Kate Honda | Honda CBR600RR      | 23   | + 4.184   | 2º      | 20    |
| 3º   | 7   | Chaz Davies       | ParkinGO Triumph BE1     | Triumph Daytona 675 | 23   | + 9.609   | 6º      | 16    |
| 4º   | 51  | Michele Pirro     | HANNspree Ten Kate Honda | Honda CBR600RR      | 23   | + 12.912  | 3º      | 13    |
| 5º   | 26  | Joan Lascorz      | Kawasaki Motocard.com    | Kawasaki ZX-6R      | 23   | + 23.383  | 8º      | 11    |
| 6º   | 14  | Matthieu Lagrive  | ParkinGO Triumph BE1     | Triumph Daytona 675 | 23   | + 25.252  | 5º      | 10    |
| 7º   | 25  | David Salom       | ParkinGO BE1 Triumph     | Triumph Daytona 675 | 23   | + 25.315  | 9º      | 9     |
| 8º   | 127 | Robbin Harms      | Harms Benjan Racing      | Honda CBR600RR      | 23   | + 27.087  | 10º     | 8     |
| 9º   | 4   | Gino Rea          | Intermoto Czech          | Honda CBR600RR      | 23   | + 32.358  | 12º     | 7     |
| 10º  | 117 | Miguel Praia      | Parkalgar Honda          | Honda CBR600RR      | 23   | + 32.476  | 15º     | 6     |
| 11º  | 38  | Lance Isaacs      | BikeFin SafeSky Honda    | Honda CBR600RR      | 23   | + 35.347  | 11º     | 5     |
| 12º  | 37  | Katsuaki Fujiwara | Kawasaki Motocard.com    | Kawasaki ZX-6R      | 23   | + 36.882  | 4º      | 4     |
| 13º  | 5   | Alexander Lundh   | Cresto Guide Racing      | Honda CBR600RR      | 23   | + 48.961  | 18º     | 3     |
| 14º  | 8   | Bastien Chesaux   | Harms Benjan Racing      | Honda CBR600RR      | 23   | +1:06.978 | 16º     | 2     |
| 15º  | 19  | Andrea Boscoscuro | Kuja Racing              | Honda CBR600RR      | 23   | +1:29.261 | 17º     | 1     |

#### Ritirati
| Nº | Pilota          | Squadra               | Motocicletta        | Giri | Griglia |
| -- | --------------- | --------------------- | ------------------- | ---- | ------- |
| 9  | Danilo Dell'Omo | Kuja Racing           | Honda CBR600RR      | 21   | 19º     |
| 40 | Jason Di Salvo  | ParkinGO BE1 Triumph  | Triumph Daytona 675 | 20   | 14º     |
| 55 | Massimo Roccoli | Intermoto Czech       | Honda CBR600RR      | 13   | 7º      |
| 99 | Fabien Foret    | Lorenzini by Leoni    | Kawasaki ZX-6R      | 9    | 13º     |
| 43 | Jacques Peskens | BikeFin SafeSky Honda | Honda CBR600RR      | 9    | 20º     |